# Solpugyla globicornis
Solpugyla globicornis är en spindeldjursart som först beskrevs av Kraepelin 1899.  Solpugyla globicornis ingår i släktet Solpugyla och familjen Solpugidae. Inga underarter finns listade i Catalogue of Life.